# Quận Trempealeau, Wisconsin
Quận Trempeauleau một quận thuộc tiểu bang Wisconsin, Hoa Kỳ. Quận lỵ đóng ở Whitehall.6. Theo điều tra dân số năm 2000 của Cục điều tra dân số Hoa Kỳ năm 2000, quận có dân số 27.010 người.

## Địa lý
Theo Cục điều tra dân số Hoa Kỳ, quận có diện tích 1922 km2, trong đó có 20 km2 là diện tích mặt nước.

## Thông tin nhân khẩu

Tháp tuổi dân cư quận Trempealeau năm 2000.

### Xa lộ
| - Interstate 94 - U.S. Highway 10 - U.S. Highway 53 - Highway 54 (Wisconsin) - Highway 35 (Wisconsin) | - Highway 93 (Wisconsin) - Highway 95 (Wisconsin) - Highway 121 (Wisconsin) |

### Quận giáp ranh
- Quận Buffalo - tây
- Quận Eau Claire - bắc
- Quận Jackson - đông
- Quận La Crosse - đông nam
- Quận Winona, Minnesota - tây nam